# Championnat de Dominique féminin de football
Le championnat de Dominique est une compétition de football féminin.

## Palmarès
| Saison    | Champion                        |
| --------- | ------------------------------- |
| 2001-2002 | New India Goodwill Runners      |
| 2002-2003 | New India Goodwill Runners      |
| 2003-2004 | New India Goodwill Runners      |
| 2004-2005 | New India Goodwill Runners      |
| 2005-2006 | Sisserou Girls                  |
| 2006-2007 | New India Goodwill Runners      |
| 2007-2008 | First Caribbean Bank Ghetto Mix |
| 2008-2009 | New India Goodwill Runners      |
| 2009-2010 | inconnu                         |
| 2010-2011 | inconnu                         |
| 2011-2012 | New India Goodwill Runners      |
| 2012-2013 | New India Goodwill Runners      |
| 2013-2014 | New India Goodwill Runners      |
| 2014-2015 | New India Goodwill Runners      |
| 2015-2016 | New India Goodwill Runners      |
| 2016-2017 | New India Goodwill Runners      |
| 2019      | New India Goodwill Runners      |

## Bilan par clubs
- 13 titres : New India Goodwill Runners
- 1 titre : First Caribbean Bank Ghetto Mix, Sisserou Girls